# Michel Mongeau (Schauspieler)
Michel Mongeau (* 25. März 1946 in Kanada; † 11. November 2020 in Kanada) war ein kanadischer Schauspieler und Hörfunkmoderator.
Von 1989 bis 1997 war er Sprecher von 275-Allô, einer täglichen Radiosendung für Kinder von 6 bis 12 Jahren.
Mongeau war mit Marie-Thérèse Bérubé verheiratet. Sie hatten drei Kinder.

## Filmographie (Auswahl)
- 1989: Lance et compte
- 1990: Ding et Dong, le film
- 1991: Le Choix
- 1991: Lance et compte: Tous pour un
- 1991: Lance et compte: Le retour du chat
- 1992: Die Schrubber-Gang (Tirelire Combines & Cie)
- 2003: 20 h 17, rue Darling
- 2003: Gaz Bar Blues
- 2003: Comment ma mère accoucha de moi durant sa ménopause
- 2004: Le Dernier Tunnel
- 2007: J’ai serré la main du diable
- 2011: Funkytown
- 2015: Chorus
- 2019: Jouliks